# Malá Ida
Malá Ida (maďarsky Kisida) je obec na Slovensku v okrese Košice-okolí.

## Místopis

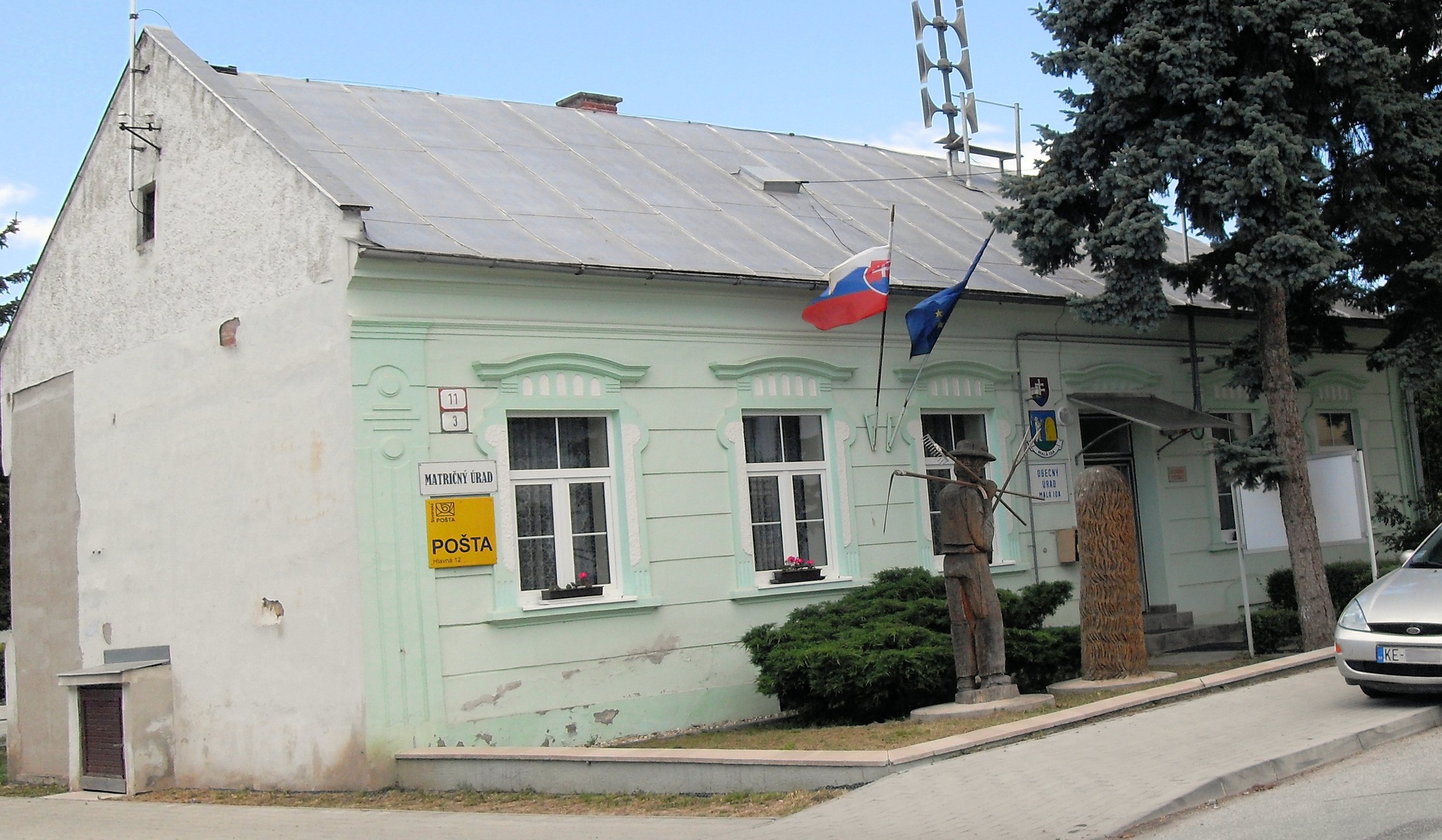
Obecní úřad

Obec Malá Ida leží v severozápadní části Košické kotliny na nivě potoka Ida. Severně od obce se zvedají Volovské vrchy, velká část katastru však leží v pahorkatině z třetihorních usazenin. Východní a západní okraj katastru pokrývají lesy, v nichž převládají duby. Střed obce se nachází v nadmořské výšce 306 m n. m., nadmořská výška v katastru se pohybuje od 290 do 507 m n. m.
Obcí prochází silnice II/548 (Košice–Jasov), kterou zde křižuje silnice III/3405 (Košice-Šaca – Bukovec). Centrum Košic je vzdáleno 11 km východním směrem.

### Vodní toky
Přes obec protéká říčka Ida, která pramení pod Bílým kamenem (1 134,5 m) v blízkosti Kojšovské hole.

## Historie
Písemně doložené dějiny obce sahají do roku 1247, kdy je datován převod majetku – území dnešní Malé Idy, na spišského probošta Matěje. Uvedeny jsou zem a lesy, které ležely na východ od řeky Ida. Pozemky získal v roce 1280 kníže David z Omodejovské linie Abovců a v listinách z roku 1300 se toto území nazývá Omodeus dictus Fejes de Ida. Po bitvě u Rozhanovců král Karel Robert zabral omodejovské majetky, mezi nimi i Malou Idu a Poľov. Jejich novým majitelem se stal palatin Filip Drugetha, ale po omilostnění Tomáše a Mikuláše Čurky v roce 1323 se jim majetek vrátil. V roce 1330 si potomci Štěpána Čurky majetky rozdělili a majitelem Malé Idy se stal Tomáš. V roce 1367 je jako vlastník obce uveden Tomášův syn, magistr Peter, ale už v roce 1406 přešla do majetku Spišské kapituly. V té době v obci stál už i kostel s farou vybudovaný v letech 1332–1335.
V současnosti zažívá obec díky individuální bytové výstavbě velký rozmach. Dokončena byla plynofikace, vybudoval se vodovod i splašková kanalizace s čističkou odpadních vod, do užívání byl předán Dům smutku i multifunkční hřiště, zrekonstruováno bylo fotbalové hřiště. Proměny se dočkalo centrum obce s nádvořím obecního úřadu, kde přibyl prostor na společenské akce. Připravuje se rekonstrukce obecních komunikaci a vybudování chodníků. V obci se nachází mateřská a základní škola, kterou navštěvují i děti z Bukovce, Šemše, Hodkovcí a Nováčan.
Malá Ida se rozrůstá díky individuální bytové výstavbě v lokalitě Pánský les. Je plně plynofikovaná. Největším problémem obce v současnosti je nedostatek kvalitní pitné vody.

## Kultura a zajímavosti

### Památky
- Římskokatolický kostel Navštívení Panny Marie, jednolodní klasicistní stavba s půlkruhově ukončeným presbytářem a věží tvořící součást stavby z roku 1795. Interiér je zaklenut pruskou klenbou. Oltář s obrazem Navštívení Panny Marie a kazatelna jsou klasicistní a pochází z doby vzniku stavby. Volné obrazy Madona a sv. Jan Křtitel jsou dílem V. Klimkovicsa z roku 1850.[2] Fasáda kostela je členěna lizénami, průčelí je ukončeno trojúhelníkovým štítem s tympanonem. Věž s korunní římsou a terčíkem je ukončena střechou ve tvaru jehlanu.

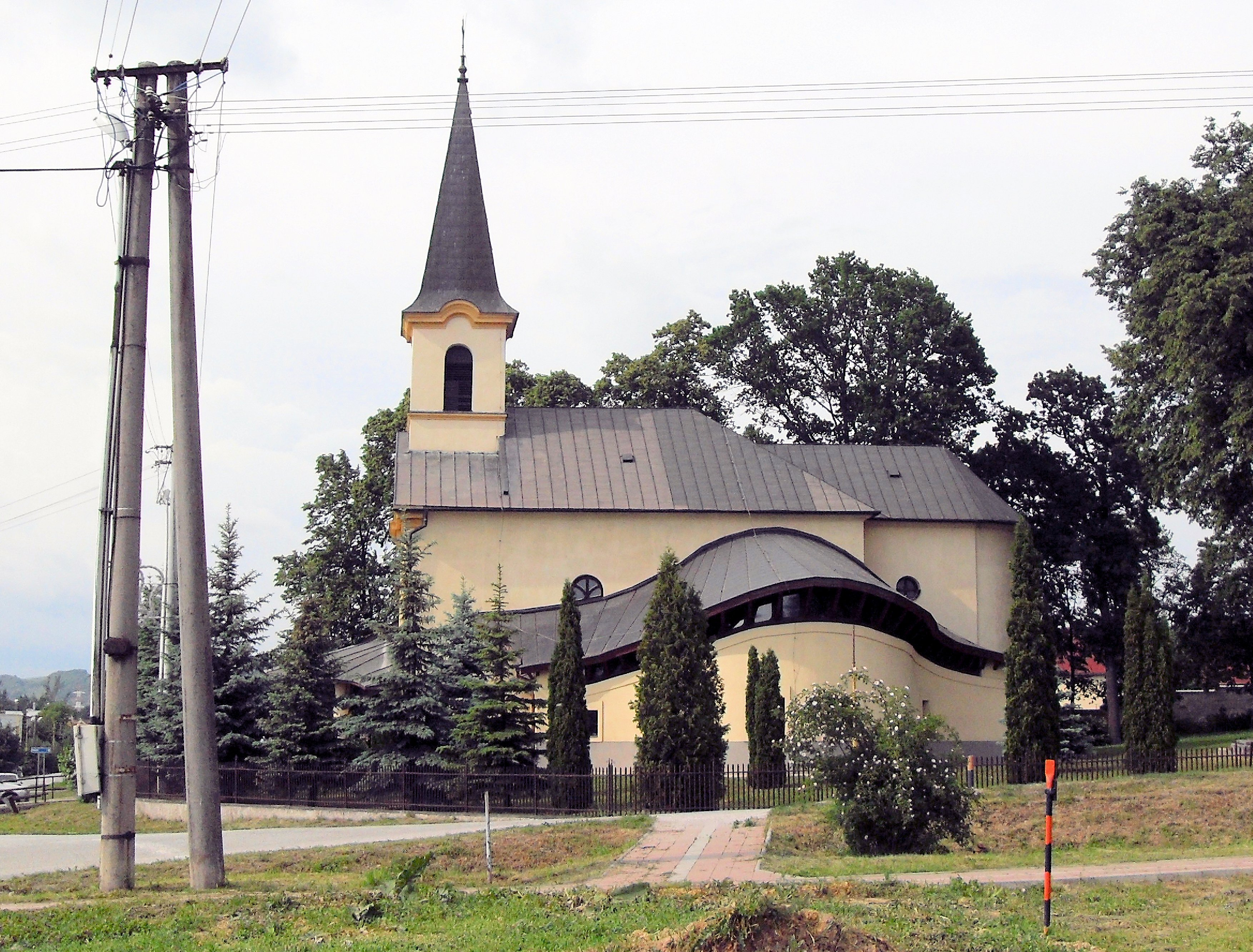
Kostel Navštívení Panny Marie

## Akce
- Dny Malé Idy (obvykle v červnu)
- Silvestrovská párty s ohňostrojem

## Školství
Malá Ida je bývalá tzv. středisková obec, v níž je velká základní škola. Soustřeďuje žáky ze čtyř sousedních obcí. V obci se nachází také mateřská škola.

## Sport
- Tenisový Klub (celoročně otevřený)
- Golfový Klub Red Fox (otevřeno celoročně, konají se turnaje)